# Revelations Cup 2021
La Revelations Cup 2021 fue un torneo amistoso internacional de fútbol Sub-20, organizado por la Federación Mexicana de Fútbol (FMF); esta fue la primera edición del certamen celebrado en la ciudad de Celaya, en México el cual fue ganado por la selección Mexicana.

## Sede
El Estadio Miguel Alemán Valdés en la ciudad de Celaya, Guanajuato fue asignado como sede de los 6 partidos del certamen.
| Celaya                       |
| ---------------------------- |
| Guanajuato                   |
| Estadio Miguel Alemán Valdés |
| Capacidad: 23 000            |
|                              |

## Equipos participantes
3 selecciones invitadas fueron los equipos participantes de este torneo además de la misma selección Mexicana.
| Equipos participantes | Equipos participantes | Equipos participantes | Equipos participantes |
| --------------------- | --------------------- | --------------------- | --------------------- |
| Brasil                | Colombia              | Estados Unidos        | México                |

## Resultados
Las 4 selecciones participantes se enfrentaron en un sistema de todos contra todos a una sola vuelta donde el primer lugar fue el equipo campeón.
| Pos. | Equipo         | Pts. | PJ | G | E | P | GF | GC | Dif. |  |
| ---- | -------------- | ---- | -- | - | - | - | -- | -- | ---- |  |
| 1    | México (C)     | 7    | 3  | 2 | 1 | 0 | 4  | 2  | +2   |  |
| 2    | Brasil         | 6    | 3  | 2 | 0 | 1 | 8  | 4  | +4   |  |
| 3    | Colombia       | 2    | 3  | 0 | 2 | 1 | 3  | 4  | −1   |  |
| 4    | Estados Unidos | 1    | 3  | 0 | 1 | 2 | 2  | 7  | −5   |  |

Actualizado a los partidos jugados el 16 de noviembre de 2021.
 Fuente: [cita requerida]

#### Jornada 1
| 10 de noviembre de 2021 | Estados Unidos | 0:4 | Brasil                                      | Estadio Miguel Alemán Valdés, Celaya |  |
|                         |                |     | - Marcos Leonardo 11', 20', 51' - Keven 42' |                                      |  |

| 10 de noviembre de 2021 | México | 0:0 | Colombia | Estadio Miguel Alemán Valdés, Celaya |  |

#### Jornada 2
| 13 de noviembre de 2021 | Estados Unidos | 1:1 | Colombia    | Estadio Miguel Alemán Valdés, Celaya |  |
|                         | Clark 34'      |     | Ángel 90+5' |                                      |  |

| 13 de noviembre de 2021 | México                      | 2:1 | Brasil     | Estadio Miguel Alemán Valdés, Celaya |  |
|                         | - J. Pérez 33' - Flores 65' |     | Werton 49' |                                      |  |

#### Jornada 3
| 16 de noviembre de 2021 | México                  | 2:1 | Estados Unidos | Estadio Miguel Alemán Valdés, Celaya |  |
|                         | - Flores 6' - Ávila 63' |     | Luna 50'       |                                      |  |

| 16 de noviembre de 2021 | Colombia          | 2:3 | Brasil                         | Estadio Miguel Alemán Valdés, Celaya |  |
|                         | Cantillo 33', 80' |     | - Andrey 7', 40' - Matheus 82' |                                      |  |

- Datos: Q108581709